# 31639 Bodoni
31639 Bodoni è un asteroide della fascia principale. Scoperto nel 1999, presenta un'orbita caratterizzata da un semiasse maggiore pari a 2,3268194 UA e da un'eccentricità di 0,1061765, inclinata di 3,99010° rispetto all'eclittica.